# Amédée Le Faure
Jean-Amédée Le Faure, né le 20 octobre 1838 à Paris et mort le 23 novembre 1881 à Paris, est un homme politique français.

## Biographie
Il est le fils de Lefaure dit de la rue Bleue ou Le Rouge, entrepreneur maçon originaire de la Creuse ayant participé à la transformation du quartier Saint-Georges à Paris.
Écrivain et journaliste, il se spécialise sur les questions militaires. Il est également secrétaire-rédacteur à la Chambre des députés. Il est député de la Creuse de 1879 à sa mort en 1881, inscrit au groupe de l'Union républicaine. 
Il est enterré au cimetière du Père-Lachaise (55e division).

## Livres
- Procès du Maréchal Bazaine. Rapport. Audiences du premier conseil de guerre. Compte rendu rédigé avec l'adjonction de notes explicatives. – Paris: Garnier, 1874
- Histoire de la guerre d'Orient Garnier frères, 1878.
- Le socialisme pendant la révolution française (1789-1798) (en ligne)
- Aux avant-postes, juillet 1870-janvier 1871 (en ligne)
- La guerre franco-allemande de 1870-71. Garnier, 1886
  - Vol. I
  - Vol II
  - Vol. III
  - Vol IV